# Stacking (Medikamente)
Stacking (vom Englischen stack, Stapeln) ist eine gebräuchliche Methode, um durch die Kombination von mehreren Medikamenten nacheinander eine größere Wirkung zu erzielen als mit einem Medikament allein. Hierdurch gelingt es, die Gesamtdosierung (und damit unerwünschte Nebenwirkungen) zu minimieren. Stacking ist z. B. bei der Verwendung von anabolen Steroiden gebräuchlich, um durch geringere Dosierungen verschiedener Substanzen weder die Leber zu stark zu belasten noch die Kosten unnötig zu erhöhen. Da es 17 verschiedene Untergruppen dieser leistungssteigernden Substanzen gibt, gibt es eine Vielzahl von Kombinationsmöglichkeiten. Stacking ist von der gleichzeitigen Verwendung mehrerer Medikamente zu unterscheiden, bei der es leicht zu Multiple Drug Resistance kommen kann.
Beim Stacking von Insulin ist darauf zu achten, dass die verschiedenen Medikamente eine unterschiedliche Wirkungsdauer (Halbwertzeit) haben. Auch wenn die Verwendung verschiedener Wirkstoffe aufgrund der geringeren Nebenwirkungen empfohlen wird, so kompliziert doch die unterschiedliche Wirkungsdauer eine angemessene Dosierung.
In der post-operativen Schmerztherapie wird die Stacking-Methode angewandt, um durch die gleichzeitige Verwendung unterschiedlicher Substanzen mit unterschiedlichen Rezeptoren die Gesamtmenge vor allem an Opiaten in Grenzen halten zu können. Stacking wird im Rahmen der Gesundheitsökonomie als eine Methode angesehen, den Medikamentenverbrauch einzudämmen.